# Hava, de egel
Hava, de egel is een hoorspel van Rusia Lampel. Hava, der Igel werd op 14 december 1966 door de RIAS (Rundfunk im amerikanischen Sektor Berlins) uitgezonden. Willy Wielek-Berg vertaalde het en de KRO zond het uit op zaterdag 28 maart 1964 (met herhalingen op dinsdag 15 september 1964 en woensdag 20 september 1995). De regisseur was Léon Povel. Het hoorspel duurde 91 minuten.

## Rolbezetting
- Mien van Kerckhoven-Kling (vorstin Blavazka)
- Paul van der Lek (Dr. Bär Mandelblüth)
- Jeanne Verstraete (Esther, zijn vrouw)
- Alex Faassen jr. (Mendel, zijn zoon)
- Barbara Hoffman (Hava)
- Louis Borel (ingenieur Lewizki)
- Tine Medema (Gutta)
- Harry Bronk (Gersjon, de bosmens)
- Nel Snel (Jolina, de zigeunerin)

## Inhoud
In een Oostgalicisch dorp, aan het begin van de 20ste eeuw, leeft Hava, een jonge wees, in het huis van haar pleegouders, de joodse arts Dr. Mandelblüth en zijn vrouw Esther, en verzorgt er hun huishouden. Dr. Mandelblüth heeft een drukke praktijk, die hem niettemin geen rijkdom verschaft. “Egel” is Hava’s bijnaam, want ze is vrolijk, maar ze toont haar stekels als iemand de Mandelblüths geen goed hart toedraagt. Heimelijk is ze verliefd op de ingenieur Lewizki, een vriend des huizes, maar ze weet dat haar dromen niet in vervulling zullen gaan. Voor Hava breekt het grote ogenblik aan als Mendel, de lichtzinnige zoon van de Mandelblüths, schulden maakt. Reeds dreigen beslaglegging en financiële ondergang. Met moed en handigheid poogt Hava op het laatste ogenblik het onheil af te wenden en zich tegenover haar pleegouders dankbaar te betonen…